# Aplysia californica
Aplysia californica (лат.) — вид морских брюхоногих моллюсков из семейства Aplysiidae подкласса Heterobranchia.
Вид широко распространён у восточного побережья Тихого океана к северу от северной части Калифорнии и далее на юг по всей его длине. В Мексике полностью окружает Калифорнийский полуостров и заканчивается в южном Калифорнийском заливе. Места обитания связаны с наличием густой морской растительности, которую потребляет моллюск. Молодые особи живут в более глубоких водах, где они родились, а взрослые моллюски предпочитают неглубокие, защищённые приливные области.
Aplysia californica является одним из самых крупных видов брюхоногих моллюсков, обитающих на Земле сегодня. Крупнее его только типовой вид рода Aplysia vaccaria. Длина тела у взрослых составляет 41 см (максимум 75 см), высота — 20 см. Вес до 7 кг. Радула хорошо развита. Причиной разной окраски тела, начиная от красноватого и коричневатого до зеленовато-белого с тёмными кругами и линиями, являются разные виды водорослей, которыми питается моллюск.
Этот вид — гермафродит. Нерест происходит в летнее время, когда температура воды составляет 17 °C. После спаривания моллюски откладывают яйца в глубоких и тихих частях ареала.
Aplysia californica ползают по дну на мелководье и питаются водорослями. В случае опасности они выбрасывают чернильную жидкость, как осьминоги, для отражения нападения. Обычно цвет жидкости фиолетовый, но варьируется в зависимости от типа водорослей, которыми питался моллюск.
На апплизии было проведено одно из самых важных исследований в области нейронауки. Опыты проводил Эрик Кандел, нейробиолог из Колумбийского университета, лауреат Нобелевской премии.